# Jordskælvet i Guayas 2023
Jordskælvet i Guayas 2023 fandt sted 18. marts 2023 kl. 12:12 lokal tid (17:12 UTC) 
De berørte områder var det sydvestlige Ecuador og det nordlige Peru. Mindst 15 mennesker døde og flere hundrede blev såret. Epicentret var omkring 80 kilometer syd for byen Guayaquil. Jordskælvet havde en styrke på 6,8 Mw og en maksimal MMI-intensitet på VII (meget stærk).
Ecuadors tektonik er domineret af virkningerne af subduktionen af Nazcapladen under den sydamerikanske kontinentalplade.